# جو بوچر
جو بوچر (انگلیسی: Joe Butcher; ۱۳ فوریهٔ ۱۸۷۵ – ۱۹۴۵ (۶۹−۷۰ سال)) بازیکن فوتبال اهل بریتانیا بود.
از باشگاه‌هایی که در آن بازی کرده‌است می‌توان به باشگاه فوتبال وست برومویچ آلبیون و باشگاه فوتبال ولورهمپتون واندررز اشاره کرد.